# کارل کریستیان فریدریش کراوزه
کارل کریستیان فریدریش کراوزه (آلمانی: Karl Christian Friedrich Krause؛ ۶ مهٔ ۱۷۸۱ – ۲۷ سپتامبر ۱۸۳۲)، یک فیلسوف اهل آلمان بود.